# Arenaria ischnophylla
Arenaria ischnophylla är en nejlikväxtart som beskrevs av Frederic Newton Williams. Arenaria ischnophylla ingår i släktet narvar, och familjen nejlikväxter. Inga underarter finns listade i Catalogue of Life.